# کی تاناکا
کی تاناکا (انگلیسی: Kei Tanaka؛ زادهٔ ۱۰ ژوئیهٔ ۱۹۸۴) بازیگر، و بازیگر تلویزیون اهل ژاپن است. وی از سال ۲۰۰۰ میلادی تاکنون مشغول فعالیت بوده‌است.